# Lindsaea macraeana
Lindsaea macraeana là một loài thực vật có mạch trong họ Dennstaedtiaceae. Loài này được (Hook. & Arn.) Copel. miêu tả khoa học đầu tiên năm 1929.